# Kantáros patagónpinty
A kantáros patagónpinty (Melanodera xanthogramma) a madarak osztályának verébalakúak (Passeriformes) rendjébe és a tangarafélék (Thraupidae) családjába tartozó faj.

## Rendszerezése
A fajt John Gould és George Robert Gray írták le 1839-ben, a Chlorospiza nembe Chlorospiza xanthogramma néven is.

## Alfajai
- Melanodera xanthogramma barrosi Chapman, 1923
- Melanodera xanthogramma xanthogramma (Gould & G. R. Gray, 1839)[2]

## Előfordulása
Dél-Amerika déli részén, Argentína és Chile területén honos. Természetes élőhelyei a mérsékelt övi erdők, gyepek és cserjések, szubtrópusi és trópusi síkvidéki és hegyi esőerdők, gyepek és cserjések, valamint legelők. Vonuló faj.

## Megjelenése
Testhossza 17 centiméter, testtömege 35-37 gramm.

## Természetvédelmi helyzete
Az elterjedési területe nagyon nagy, egyedszáma pedig stabil. A Természetvédelmi Világszövetség Vörös listáján nem fenyegetett fajként szerepel.